# Willis Furtado
Willis Alvés Furtado (ur. 4 września 1997 w Ivry-sur-Seine) – kabowerdyjski piłkarz grający na pozycji skrzydłowego. Od 2021 jest zawodnikiem klubu FK Jerv.

## Kariera klubowa
Swoją piłkarską karierę Furtado rozpoczął we francuskim klubie US Ivry-sur-Seine, w którym w sezonie 2015/2016 grał w piątej lidze francuskiej. W 2016 roku przeszedł do szkockiego Stenhousemuir, grającego w Scottish League One. Swój debiut w nim zaliczył 10 września 2016 w przegranym 0:4 wyjazdowym meczu z Albion Rovers. W Stenhousemuir grał przez rok.
Latem 2017 Furtado przeszedł do Airdrieonians. Zadebiutował w nim 26 sierpnia 2017 w wygranym 2:0 domowym meczu z Alloa Athletic. Zawodnikiem Airdrieonians był przez rok.
W styczniu 2018 roku Furtado został piłkarzem Raith Rovers. Swój debiut w nim zanotował 20 stycznia 2018 w przegranym 0:1 wyjazdowym spotkaniu ze Stranraer. W Raith Rovers grał do końca sezonu 2017/2018.
W sierpniu 2018 Furtado przeszedł do egipskiego FC Masr. W sezonie 2018/2019 awansował z nim z drugiej do pierwszej ligi egipskiej, a w sezonie 2019/2020 spadł do drugiej ligi.
W styczniu 2021 Furtado został piłkarzem norweskiego FK Jerv. Swój debiut w nim zaliczył 15 maja 2021 w zremisowanym 1:1 domowym meczu z KFUM-Kameratene Oslo. W sezonie 2021 wywalczył z Jerv awans z 1. divisjon do Eliteserien.
| Sezon   | Klub              | Kraj     | Rozgrywki                   | Mecze | Gole |
| ------- | ----------------- | -------- | --------------------------- | ----- | ---- |
| 2015/16 | US Ivry-sur-Seine | Francja  | CFA 2                       | 2     | 1    |
| 2016/17 | Stenhousemuir     | Szkocja  | League One                  | 29    | 6    |
| 2017/18 | Airdrieonians     | Szkocja  | League One                  | 18    | 6    |
| 2018/19 | Raith Rovers      | Szkocja  | League One                  | 16    | 3    |
| 2019/20 | FC Masr           | Egipt    | 2. liga                     | ?     | ?    |
| 2020/21 | FC Masr           | Egipt    | Ad-Dauri al-Misri al-Mumtaz | 28    | 1    |
| 2021    | FK Jerv           | Norwegia | 1. divisjon                 | 29    | 10   |

## Kariera reprezentacyjna
W reprezentacji Republiki Zielonego Przylądka Furtado zadebiutował 7 października 2020 w wygranym 2:1 towarzyskim meczu z Andorą, rozegranym w Andorze. W 2022 roku został powołany do kadry na Puchar Narodów Afryki 2021. Na tym turnieju rozegrał jeden mecz, grupowy z Kamerunem (1:1).